# Primorska čebula
Primorska čebula (znanstveno ime Urginea maritima) je trajnica iz družine hijacintovk z zelo debelimi in težkimi čebulami, visokimi 15–20 cm in debelimi 10–15 cm. Čebula ni vsa v zemlji. Iz nje zraste do 1,5 m visoko steblo, ki ga v zgornji tretjini krasi več belih cvetov podobnih liliji. Listi so jajčasto podolgovati, imajo cele robove, dolga vzporedna rebra in zrastejo 30–50 cm.

## Razširjenost
Je sredozemska rastlina, raste na območjih od Cipra do Portugalske. Poznani sta dve varieteti: bela in rdečkasta, ki sta obe enako zdravilni. Raste na peščenih obmorskih tleh, lahko tudi bolj v notranjosti. Občutljiva je na jesensko in spomladansko slano, zato jo je treba zgodaj jeseni spraviti v rastlinjak, spomladi pa ponovno presaditi na vrtno gredo.

## Obdelava čebulic
Čebulice skopljemo jeseni, odrežemo listno in cvetno steblo, odstranimo zunanje liste, nato suhe lupine luske, pa tudi tiste v sredi, ki so bele, sluzaste in manj zdravilne. Uporabljamo samo srednje lupine. Te so debele, široke, sočne, pekoče in zoprnega okusa. Razrežemo jih na tanke trakove in hitro posušimo v sušilnici pri 40 °C. Tako pripravljene rezine čebulic je potrebno hraniti v tesno zaprtih posodah, ker se ob stiku z vlago listi zlepijo in razkrojijo. Dolgotrajno sušenje na soncu ni priporočljivo, saj se tako njihova zdravilna moč zmanjša. 

## Uporaba
Primorska čebula je uporabna za vrsto stvari, vendar se je pred uporabo priporočljivo posvetovati z zdravnikom.
- Primorska čebula je učinkovito zdravilo zoper hemoroide.[navedi vir] Zmečkane v gazo ovite liste vstavimo v zadnjično odprtino zvečer pred spanjem. Čez leto lahko uporabimo tudi sveže liste čebule.
- Je tudi zdravilo za rane. Kmetice so jo včasih gojile kar v cvetličnih lončkih zaradi priročnosti. Iz nje so izdelovale razna mazila za celjenje ran, urez in turov.
- Primorska čebula je tudi uspešno zdravilo za srce - uporablja se kot dopolnilo terapije z digitalisom.
- Rdeča primorska čebula je posebno učinkovit strup za zatiranje podgan, miši in drugih glodalcev.